# 마제파 (시)

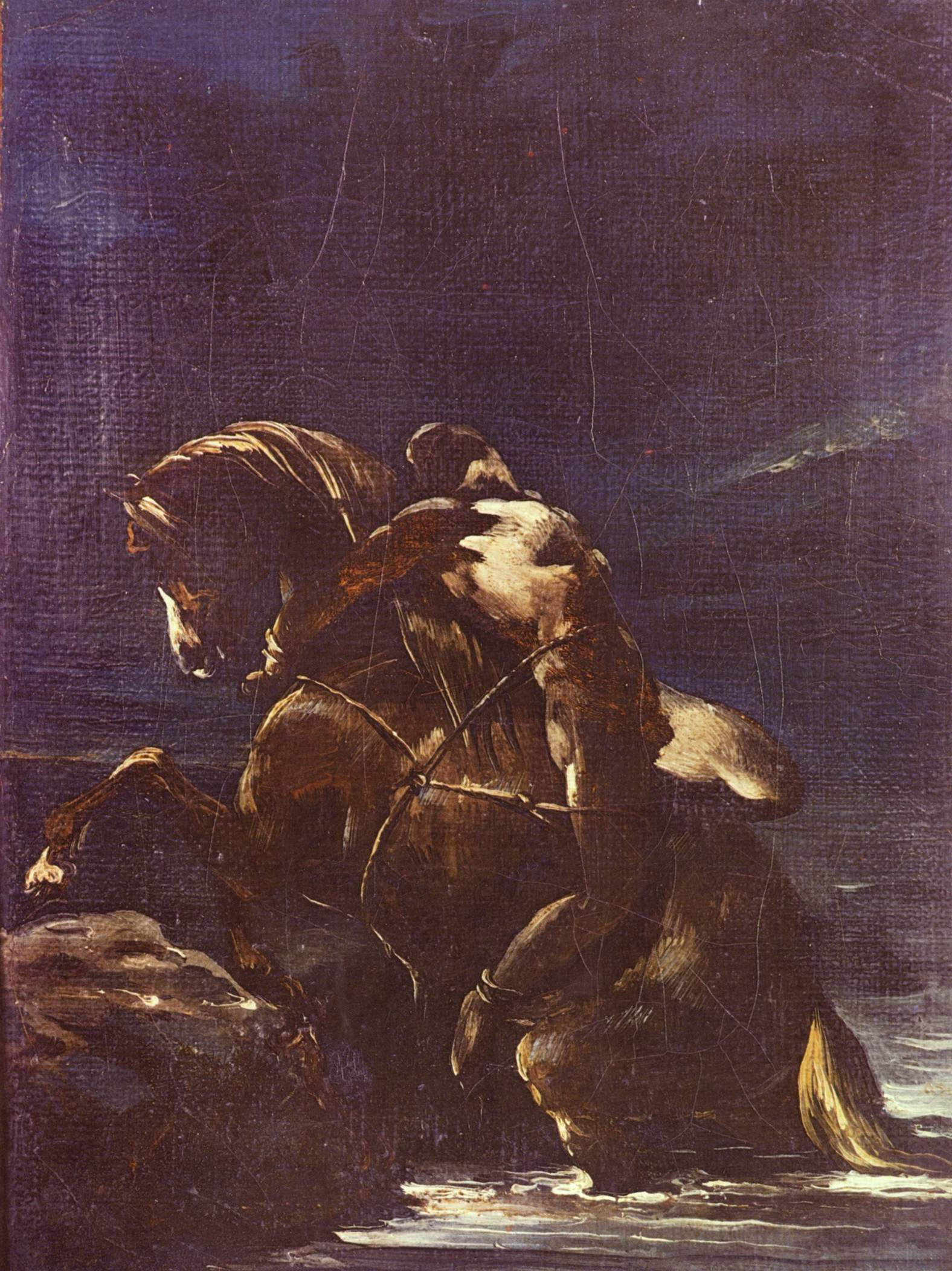
마제파, 테오도르 제리코, 1823년경, 조지 고든 바이런의 시를 바탕으로 함.

마제파(영어: Mazeppa)는 영국의 낭만주의 시인 바이런 경이 1819년에 쓴 서사시이다. 이것은 나중에 우크라이나의 헤트만 (군사 지도자)이 된 이반 마제파(Ivan Mazepa, 1639–1709)의 젊은 시절에 대한 유명한 전설을 바탕으로 한다. 바이런의 시는 곧 프랑스어로 번역되었고, 다양한 예술 작품에 영감을 주었다. 마제파 의 문화적 유산은 1991년 우크라이나의 분리독립으로 다시 부활했다.
시 속에서, 젊은 마제파는 얀 2세 카지미에시 바사 국왕의 궁정에서 시종으로 일하는 동안 폴란드의 백작부인 테레사와 연애를 한다. 그러나 테레사 백작부인은 자신보다 나이가 훨씬 많은 백작과 결혼했기에, 이 사건을 알게 된 백작은 마제파를 벌하기 위해 그를 알몸으로 야생마에 묶어둔 뒤 말을 방생했다. 시의 대부분은 말에 묶인 영웅 마제파의 격정적인 여정을 묘사하고 있다. 이 시는 강렬한 문체, 그리고 고통과 인내의 감정에 대한 예리한 인식 면에서 칭송받았다.
마제파와 같은 표지에 출판된 작품으로는 뱀파이어에 관한 최초의 영문 소설 중 하나인 단편 " 소설의 일부 "와 시 "송가"가 있다.